# Dofí ratllat
El dofí ratllat (Stenella coeruleoalba) és una espècie de cetaci de la família Delphinidae. Ha estat àmpliament estudiat, ja que es troba en aigües de zones temperades i tropicals de tot el món, i és, amb molta diferència, el cetaci més freqüent a la Mediterrània occidental. Els seus avaraments representen més d'un 60% del total dels que es produeixen a les costes de la Mediterrània nord-occidental.
Es tracta d'un petit dofí que a les costes catalanes normalment no supera els 220 cm de llargada màxima. Aparentment, no hi ha dimorfisme sexual en la mida.

## Distribució,hàbitati situació de l'espècie
El dofí ratllat es troba a les latituds càlides i temperades de tots els grans oceans. La temperatura de l'aigua superficial preferida per aquesta espècie se situa entre els 16 i els 20 °C. A l'Atlàntic Nord, la densitat més elevada es concentra entre els 20 i els 50º de latitud nord, on és una espècie molt freqüent. A la Mediterrània, el dofí ratllat és molt abundant al vessant occidental però s'enrareix a l'oriental, tot i que es coneixen nombrosos registres de la seva presència a la mar Egea. És probable que existeixi un cert intercanvi entre les poblacions mediterrànies i les atlàntiques a través de l'Estret de Gibraltar, però certes diferències en la pigmentació i en la mida corporal, que és uns 30 cm més gran en la forma atlàntica, fan suposar que les dues poblacions estan aïllades genèticament.
Aquesta espècie viu preferentment en aigües allunyades de la costa (generalment a partir de les 10 milles de distància) i sempre en fons superiors als 100-200 m. Però, a les regions on la costa és més abrupta i la plataforma reduïda, com la Costa Brava, és freqüent trobar-la a poca distància de la platja, especialment durant la primavera, quan segueix els bancs de peix blau.
La població de dofí ratllat a la Mediterrània occidental ha estat estimada per Forcada i col·laboradors en prop d'uns 200.000 exemplars, nombre que el converteix en l'espècie més abundant a la regió. Però aquesta població va patir l'any 1990 una epizoòtia que va produir la mort de milers d'exemplars a les costes de la península Ibèrica, França, Itàlia i Marroc.
El procés es va iniciar prop de les costes del País Valencià el mes de juliol i s'estengué cap al nord i al sud fins a cobrir tot el litoral ibèric a l'octubre. La fase més virulenta del procés tingué lloc durant els mesos d'agost, setembre i octubre. Posteriorment, amb l'arribada dels primers freds, a la fi de novembre, la freqüència d'aparició de dofins malalts a les platges va minvar ostensiblement, tot i que va persistir una mortalitat petita de dofins ratllats al llarg de tot el litoral afectat fins a la darreria de 1991.
Aparentment, la causa d'aquesta mortalitat va ésser una infecció per un morbillivirus semblant al que produeix el brom en els carnívors, que es va combinar amb la presència d'elevats nivells de contaminants en el cos dels dofins, especialment de bifenils policlorats o PCBs, que foren trobats en concentracions superiors a les 800 parts per milió. En els mamífers, concentracions superiors a les 100-200 parts per milió produeixen problemes reproductius i en el desenvolupament ossi. A més, aquests contaminants tenen un fort efecte immunodepressor i es creu que les elevades concentracions en les quals es trobaven en el muscle d'aquests animals varen fer que esdevinguessin més susceptibles a l'efecte de l'agent infecciós, fet que afavoria el desenvolupament i la dispersió de l'epidèmia. Atès que no es disposa d'una estimació de l'abundància del dofí ratllat al Mediterrani nord-occidental abans de l'epizoòtia, es desconeix l'efecte que tingué sobre la població.

## Descripció
El dofí ratllat té una grandària i forma similar a diversos altres dofins que habiten en aquestes aigües (Stenella attenuata, Stenella frontalis, Stenella clymene), però, la seva coloració els fa fàcils de distingir en el mar.
La part inferior o ventral és de color blanc o rosa. Hi ha una o dues bandes de color blau fosc que parteixen de l'ull a l'aleta caudal. Existeixen altres dues franges blaves que va des de darrere de les orelles, acabant sobre les aletes pectorals. La part posterior, l'aleta dorsal, el meló i el musell són de color blau fosc.
Els adults poden arribar a mesurar 2,6 m, amb un pes de 150 kg les femelles i 160 kg els mascles.
Igual que els altres dofins del seu gènere, el dofí ratllat es mou en grans grups, en general de més de 100 individus. Els grups poden ser més petits a la Mediterrània i a l'Atlàntic. També poden barrejar-se amb dofins comuns oceànics.

## Biologia,ecologiai comportament

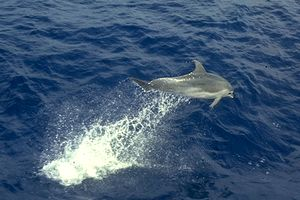
Exemplar de dofí ratllat.

El dofí ratllat és una espècie d'hàbits socials. La mitjana dels grups al Mediterrani és d'uns 20 individus, amb uns rangs de variació que oscil·len entre els 5 i els 35. Durant la captura de l'aliment, i sobretot si les seves preses estan disperses, és freqüent que aquests grans grups es trenquin en uns de petits a fi de reduir la competència entre els individus.
La dieta del dofí ratllat mediterrani és poc coneguda, però se sap que es fonamenta en cefalòpodes dels gèneres Histioteuthis, Todarodes i Illex, peixos com lluços (Merluccius merluccius), anxoves, bogues (Boops boops), agulles primes (Belone belone gracilis) o maires (Micromesistius poutassou) i gambes dels gèneres Pasifaea, Acanthephyra i Plesionika.
La reproducció ha estat estudiada a les aigües del Mediterrani occidental, i els naixements es produeixen pel setembre-octubre, a fi d'aprofitar el moment de l'any en el qual les aigües encara no són fredes i la disponibilitat d'aliment és elevada. Aquesta sincronia ajuda les femelles a superar l'elevat cost energètic que representa la lactància. Les còpules tenen lloc també a la fi de l'estiu i principis de la tardor, i la gestació dura prop d'un any, al cap del qual neix un nadó que fa uns 95 cm de talla corporal. Com la resta de cetacis, només tenen un fill en cada part. Aparentment, el naixement i els primers mesos d'alletament són moments crítics en la vida dels dofins ratllats, i la taxa de mortalitat durant aquest període és relativament elevada. Això explica la relativa abundància de nounats i cries joves que apareixen mortes a les platges catalanes durant la tardor i el principi de l'hivern.
L'índex de masculinitat del dofí ratllat és lleugerament favorable als mascles durant els primers anys de vida (1,11 mascles / 1 femella), però com que la mortalitat en aquests és més elevada que en les femelles, la proporció d'individus de cada sexe s'iguala en la fase adulta. En general, els mascles i les femelles adultes, junt amb les cries que depenen d'elles, formen grups reproductors que acostumen a aplegar molts individus, mentre que els dofins ratllats joves, però que ja no necessiten l'atenció materna, se separen de la resta formant petites agrupacions.

## Gestió i conservació
A causa dels seus costums eminentment pelàgics, el dofí ratllat no acostuma a entrar en conflicte amb les activitats pesqueres ni s'ha vist tan directament afectat pel desenvolupament turístic o industrial del litoral com altres espècies de dofins més costaneres. Tot i haver patit els efectes de l'epizoòtia de 1990, el dofí ratllat continua essent un cetaci força abundant a les aigües dels Països Catalans i es pot dir que és un dels petits cetacis que menys problemes de conservació presenta.
Malgrat això, per la seva elevada taxa metabòlica i els seus hàbits fortament depredadors, el dofí ratllat presenta uns nivells excepcionalment elevats de contaminants organoclorats i metalls pesants. Aquests alts nivells de contaminants poden arribar a posar en dubte la seva supervivència, ja sigui afavorint el desenvolupament de futurs esclats epidèmics, reduint l'eficàcia reproductiva de la població o augmentant la seva taxa de mortalitat.
El dofí ratllat està protegit pel Conveni de Berna (annex III) i es troba catalogat dintre de l'apèndix II del CITES.